# Ex’Act
EX’ACT – trzeci album studyjny grupy EXO, wydany 9 sierpnia 2016 roku przez wytwórnię SM Entertainment. Ukazał się w dwóch wersjach językowych: edycji koreańskiej i mandaryńskiej. Głównymi singlami albumu są „Lucky One” i „Monster”.
Album został poszerzony o cztery nowe utwory i wydany ponownie 18 sierpnia 2016 roku pod nowym tytułem LOTTO. Płytę promował singel o tym samym tytule.
Album EX’ACT sprzedał się w ilości 797 277 egzemplarzy, a LOTTO sprzedał się w ilości 352 466 egzemplarzy (stan na grudzień 2016 r.).

## Lista utworów

### EX’ACT
| CD (wer. kor.)  |                                                              |                                                         | |      |
| Nr              | Tytuł                                                        | Słowa                                                   | Kompozycja | Czas |
| 1.              | "Lucky One"                                                  | JQ, Seolim, Choi Jin-seon, Jang Yeo-jin                 | LDN Noise, Andrew Choi, Adrian Mckinnon | 3:47 |
| 2.              | "Monster"                                                    | Kenzie, Deepflow                                        | Kenzie, LDN Noise, Rodnae "Chikk" Bell | 3:41 |
| 3.              | "Artificial Love"                                            | JQ, Seolim, Ji Ye-won                                   | Timothy "Bos" Bullock, Adrian Mckinnon, Tay Jasper, MZMC                                                                                              | 4:05 |
| 4.              | "Cloud 9"                                                    | Misfit                                                  | Dem Jointz, Ericka Coulter, Deez, Ryan S. Jhun | 4:01 |
| 5.              | "Heaven"                                                     | Park Chan-yeol, Min Yeon-jae                            | The Stereotypes, Clarence Coffee Jr., Kim Tae-seong                                                                                                   | 3:45 |
| 6.              | "Baegsaegso-eum (White Noise)" (kor. 백색소음 (White Noise)) | Seo Ji-eum                                              | LDN Noise, Adrian Mckinnon, Rodnae "Chikk" Bell | 3:32 |
| 7.              | "Yulieohang (One and Only)" (kor. 유리어항 (One and Only))   | Park Seong-hee                                          | Joe "Joe Millionaire" Foster, Carl "Chips" Days Jr., Otha "Vakseen" Davis III                                                                         | 3:49 |
| 8.              | "They Never Know"                                            | Jo Yoon-kyung                                           | Paul "MARZ" Thompson, De-Capo Music Group & Rod Bonner, Jamil "Digi" Chammas, Adrian Mckinnon, Tay Jasper, Leven Kali, Otha "Vakseen" Davis III, MZMC | 3:33 |
| 9.              | "Stronger" (wyk. Suho, Baekhyun, Chen, D.O.)                 | Jung Joo-hee, Agnes Shin                                | Andreas Öberg, Gustav Karlstrom | 3:39 |
| 10.             | "Lucky One" (Instr.)                                         |                                                         | LDN Noise, Andrew Choi, Adrian Mckinnon | 3:47 |
| 11.             | "Monster" (Instr.)                                           |                                                         | Kenzie, LDN Noise, Rodnae "Chikk" Bell | 3:40 |
| CD (wer. chiń.) |                                                              |                                                         | |      |
| Nr              | Tytuł                                                        | Słowa                                                   | Kompozycja | Czas |
| 1.              | "Lucky One"                                                  | JQ, Seolim, Choi Jin-seon, Jang Yeo-jin, Shim Baek-saek | LDN Noise, Andrew Choi, Adrian Mckinnon | 3:47 |
| 2.              | "Monster"                                                    | Kenzie, Deepflow, Yeok Ga-yang                          | Kenzie, LDN Noise, Rodnae "Chikk" Bell | 3:41 |
| 3.              | "Artificial Love"                                            | JQ, Seolim, Ji Ye-won, Dom.T                            | Timothy "Bos" Bullock, Adrian Mckinnon, Tay Jasper, MZMC                                                                                              | 4:05 |
| 4.              | "Cloud 9"                                                    | Misfit, Im Heun-yeob                                    | Dem Jointz, Ericka Coulter, Deez, Ryan S. Jhun | 4:01 |
| 5.              | "Heaven"                                                     | Park Chan-yeol, Min Yeon-jae, Wang Jung-un              | The Stereotypes, Clarence Coffee Jr., Kim Tae-seong                                                                                                   | 3:45 |
| 6.              | "Báisè zàoyīn (White Noise)" (chn. 白色噪音 (White Noise))   | Seo Ji-eum, Ryu Wi-an                                   | LDN Noise, Adrian Mckinnon, Rodnae "Chikk" Bell | 3:32 |
| 7.              | "Bōlí yúgāng (One and Only)" (chn. 玻璃鱼缸 (One and Only))  | Park Seong-hee, Ryu Wi-an                               | Joe "Joe Millionaire" Foster, Carl "Chips" Days Jr., Otha "Vakseen" Davis III                                                                         | 3:49 |
| 8.              | "They Never Know"                                            | Jo Yoon-kyung, Wang Jung-un                             | Paul "MARZ" Thompson, De-Capo Music Group & Rod Bonner, Jamil "Digi" Chammas, Adrian Mckinnon, Tay Jasper, Leven Kali, Otha "Vakseen" Davis III, MZMC | 3:33 |
| 9.              | "Stronger" (wyk. Lay, Baekhyun, Chen, D.O.)                  | Jung Joo-hee, Agnes Shin, Zhou Wei Jie                  | Andreas Öberg, Gustav Karlstrom | 3:39 |
| 10.             | "Lucky One" (Instr.)                                         |                                                         | LDN Noise, Andrew Choi, Adrian Mckinnon | 3:47 |
| 11.             | "Monster" (Instr.)                                           |                                                         | Kenzie, LDN Noise, Rodnae "Chikk" Bell | 3:40 |

### LOTTO
| CD (wer. kor.)  |                                                                                               |                                                         | |      |
| Nr              | Tytuł                                                                                         | Słowa                                                   | Kompozycja | Czas |
| 1.              | "Lotto"                                                                                       | JQ, Seolim, Jo Yoon-kyung, Kim Min-ji                   | LDN Noise, Adrian McKinnon, Rodnae "Chikk" Bell | 3:16 |
| 2.              | "Lucky One"                                                                                   | JQ, Seolim, Choi Jin-seon, Jang Yeo-jin                 | LDN Noise, Andrew Choi, Adrian Mckinnon | 3:47 |
| 3.              | "Monster"                                                                                     | Kenzie, Deepflow                                        | Kenzie, LDN Noise, Rodnae "Chikk" Bell | 3:41 |
| 4.              | "Artificial Love"                                                                             | JQ, Seolim, Ji Ye-won                                   | Timothy "Bos" Bullock, Adrian Mckinnon, Tay Jasper, MZMC                                                                                              | 4:05 |
| 5.              | "Can’t Bring Me Down"                                                                         | Kim Young-hu                                            | Droyd, Adrian Mckinnon, Tay Jasper, Kameron ‘Grae’ Alexander, Otha "Vakseen" Davis III, MZMC                                                          | 3:06 |
| 6.              | "Cloud 9"                                                                                     | Misfit                                                  | Dem Jointz, Ericka Coulter, Deez, Ryan S. Jhun | 4:01 |
| 7.              | "Heaven"                                                                                      | Park Chan-yeol, Min Yeon-jae                            | The Stereotypes, Clarence Coffee Jr., Kim Tae-seong                                                                                                   | 3:45 |
| 8.              | "Kkum (She’s Dreaming)" (kor. 꿈 (She’s Dreaming)) (wy. Suho, Baekhyun, Chen, Chanyeol, D.O.) | Chen                                                    | Jay Kim, Erin Kim, Im Kwang-wook (Devine Kei) | 4:06 |
| 9.              | "Baegsaegso-eum (White Noise)" (kor. 백색소음 (White Noise))                                  | Seo Ji-eum                                              | LDN Noise, Adrian Mckinnon, Rodnae "Chikk" Bell | 3:32 |
| 10.             | "Yulieohang (One and Only)" (kor. 유리어항 (One and Only))                                    | Park Seong-hee                                          | Joe "Joe Millionaire" Foster, Carl "Chips" Days Jr., Otha "Vakseen" Davis III                                                                         | 3:49 |
| 11.             | "They Never Know"                                                                             | Jo Yoon-kyung                                           | Paul "MARZ" Thompson, De-Capo Music Group & Rod Bonner, Jamil "Digi" Chammas, Adrian Mckinnon, Tay Jasper, Leven Kali, Otha "Vakseen" Davis III, MZMC | 3:33 |
| 12.             | "Stronger" (wyk. Suho, Baekhyun, Chen, D.O.)                                                  | Jung Joo-hee, Agnes Shin                                | Andreas Öberg, Gustav Karlstrom | 3:39 |
| 13.             | "Monster" (LDN Noise Creeper Bass Remix)                                                      | Kenzie, Deepflow                                        | Kenzie, LDN Noise, Rodnae "Chikk" Bell | 4:05 |
| CD (wer. chiń.) |                                                                                               |                                                         | |      |
| Nr              | Tytuł                                                                                         | Słowa                                                   | Kompozycja | Czas |
| 1.              | "Lotto"                                                                                       | JQ, Seolim, Jo Yoon-kyung, Kim Min-ji                   | LDN Noise, Adrian McKinnon, Rodnae "Chikk" Bell | 3:16 |
| 2.              | "Lucky One"                                                                                   | JQ, Seolim, Choi Jin-seon, Jang Yeo-jin, Shim Baek-saek | LDN Noise, Andrew Choi, Adrian Mckinnon | 3:47 |
| 3.              | "Monster"                                                                                     | Kenzie, Deepflow, Yeok Ga-yang                          | Kenzie, LDN Noise, Rodnae "Chikk" Bell | 3:41 |
| 4.              | "Artificial Love"                                                                             | JQ, Seolim, Ji Ye-won, Dom.T                            | Timothy "Bos" Bullock, Adrian Mckinnon, Tay Jasper, MZMC                                                                                              | 4:05 |
| 5.              | "Can’t Bring Me Down"                                                                         | Kim Young-hu                                            | Droyd, Adrian Mckinnon, Tay Jasper, Kameron ‘Grae’ Alexander, Otha "Vakseen" Davis III, MZMC                                                          | 3:06 |
| 6.              | "Cloud 9"                                                                                     | Misfit, Im Heun-yeob                                    | Dem Jointz, Ericka Coulter, Deez, Ryan S. Jhun | 4:01 |
| 7.              | "Heaven"                                                                                      | Park Chan-yeol, Min Yeon-jae, Wang Jung-un              | The Stereotypes, Clarence Coffee Jr., Kim Tae-seong                                                                                                   | 3:45 |
| 8.              | "Mèng (She’s Dreaming)" (chn. 梦 (She’s Dreaming)) (wy. Suho, Baekhyun, Chen, Chanyeol, D.O.) | Chen, Wang Ya-jun                                       | Jay Kim, Erin Kim, Im Kwang-wook (Devine Kei) | 4:06 |
| 9.              | "Báisè zàoyīn (White Noise)" (chn. 白色噪音 (White Noise))                                    | Seo Ji-eum, Ryu Wi-an                                   | LDN Noise, Adrian Mckinnon, Rodnae "Chikk" Bell | 3:32 |
| 10.             | "Bōlí yúgāng (One and Only)" (chn. 玻璃鱼缸 (One and Only))                                   | Park Seong-hee, Ryu Wi-an                               | Joe "Joe Millionaire" Foster, Carl "Chips" Days Jr., Otha "Vakseen" Davis III                                                                         | 3:49 |
| 11.             | "They Never Know"                                                                             | Jo Yoon-kyung, Wang Jung-un                             | Paul "MARZ" Thompson, De-Capo Music Group & Rod Bonner, Jamil "Digi" Chammas, Adrian Mckinnon, Tay Jasper, Leven Kali, Otha "Vakseen" Davis III, MZMC | 3:33 |
| 12.             | "Stronger" (wyk. Suho, Baekhyun, Chen, D.O.)                                                  | Jung Joo-hee, Agnes Shin, Zhou Wei Jie                  | Andreas Öberg, Gustav Karlstrom | 3:39 |
| 13.             | "Monster" (LDN Noise Creeper Bass Remix)                                                      | Kenzie, Deepflow                                        | Kenzie, LDN Noise, Rodnae "Chikk" Bell | 4:05 |